# Dezsőfi Ferenc
Dezsőfi Ferenc (Kecskemét, 1937. július 16. –) labdarúgó, hátvéd.

## Pályafutása
1959-ben igazolt a Kecskeméti TE-ből a Szegedhez. 1959 és 1968 között a Szegedi EAC labdarúgója volt. Az élvonalban 1959. augusztus 23-án mutatkozott be a Haladás ellen, ahol csapata 1–0-s győzelmet aratott. Összesen 199 élvonalbeli mérkőzésen szerepelt és öt gólt szerzett. A szegedi együttes csapatkapitánya volt évekig. 1970-ben a Szegedi Dózsához igazolt. 1971-ben a Szegedi Vasutasban fejezte be a pályafutását.
1972-ben a Kecskeméti Volán trénere lett. 1973-tól a KSC pályaedzője, majd edzője volt. 1974-től ugyanitt az utánpótlással foglalkozott. Ezután a KSC és a DUTÉP ügyvezetője volt és a Bács megyei labdarúgó szövetségben tevékenykedett 1991-től a KTE edzője lett.